# سیارک ۱۱۰۰۵
سیارک ۱۱۰۰۵ (به انگلیسی: 11005 Waldtrudering، نامگذاری:1980PP1) یازده هزار و پنجمین سیارک کشف شده‌است که در ۶ اوت ۱۹۸۰ کشف شد.
قدر مطلق سیارک برابر ۲۴.۵ است.